# Alfredo Bartoli
Angelo Alfredo Bartoli, più noto come Alfredo Bartoli, latinizzato in Alafredus o Alefridus Bartoli (Le Piastre, 21 novembre 1872 – Firenze, 28 gennaio 1954), è stato un latinista e traduttore italiano, autore di componimenti poetici in lingua latina.

## Biografia
Nacque in una piccola località di montagna in una famiglia molto modesta; suo padre si chiamava Iacopo e sua madre Ersilia Casseri. Apprese i primi rudimenti del latino da autodidatta, con l'aiuto del parroco; li proseguì nel ginnasio, nel collegio San Francesco di Siena, dove ebbe come insegnante Iader Bertini, che divenne in seguito vescovo di Montalcino. Iniziò a comporre versi in latino avendo come modello Iacopo Sannazzaro. Continuò gli studi da autodidatta: interruppe gli studi dopo la licenza ginnasiale e conseguì la maturità classica da privatista. Per difficoltà economiche poté frequentare molto poco l'università, ma riuscì a laurearsi in lettere a Siena.
Insegnò lettere a Grosseto (1893-1900) e a Firenze (1901-1906), finché nel 1906 ottenne la cattedra di letteratura e lingua latina all'Università di Malta. Ritornato in Italia nel 1924, insegnò dapprima al liceo di Gerace Marina (oggi Locri); durante la sua permanenza in Calabria fu uno degli organizzatori del Certamen Locrense, un concorso di poesia latina. Nel 1929 diresse un istituto scolastico a Salerno; l'anno successivo si trasferì a Firenze dove rimase per il resto della sua vita.
Tradusse l'Eneide di Virgilio, il De divinatione e il De fato di Cicerone e il De re rustica di Varrone.
Alfredo Bartoli fu un elegante poeta e prosatore in lingua latina. Partecipò numerose volte al Certamen poeticum Hoeufftianum di Amsterdam: ottenne quindici volte la gran lode, ma non gli fu mai conferita la medaglia d'oro del primo premio (nel 1914, anno in cui si classificò primo, la medaglia d'oro non fu consegnata).

## Opere
- Andreius sive de axe explorando, Siena, Tip. S. Bernardino, 1898.
- Malinconie, Grosseto, Tipografia dell'Ombrone, 1898.
- La Lingua e la metrica di Virgilio, Pistoia, G. Flori, 1899.
- Lira poliglotta, Pistoia, G. Flori, 1899.
- Extremum votum. Carmen, Amstelodami, apud Io. Mullerum, 1900.
- Voci dell'anima, Firenze, Bernardo Seeber Edit., 1905.
- Apud Horatium coena. Carmen, Amstelodami, apud Io. Mullerum, 1905.
- Varrone, La vita dei campi, Versione di A. Bartoli, Milano, Notari, 1930.
- Cicerone, La divinazione; Il fato, Versione di A. Bartoli, Milano, Notari, 1931.
- Virgilio, Eneide, Versione in prosa con introduzione a cura di A. Bartoli, 12 voll., Milano, C. Signorelli, 1934-35.